# 霍洛曼空軍基地 (新墨西哥州)
霍洛曼空軍基地（英語：Holloman Air Force Base）是位於美國新墨西哥州奧特羅縣的普查規定居民點。

## 人口
根據2020年美國人口普查的數據，霍洛曼空軍基地的面積為33.00平方千米，當中陸地面積為32.48平方千米，而水域面積為0.52平方千米。當地共有人口3943人，而人口密度為每平方千米119.48人。